# برنارد جيلمور
برنارد جيلمور (بالإنجليزية: Bernard Gilmore)‏ هو ملحن أمريكي، ولد في 19 نوفمبر 1937، وتوفي في 17 أبريل 2013.